# Musée de la Franc-Maçonnerie
Il Musée de la Franc-Maçonnerie è un museo della Massoneria situato nel 9º arrondissement al 16, rue Cadet, Parigi, Francia. È aperto tutti i giorni tranne la domenica e il lunedì; viene addebitata una tassa di ammissione. La stazione della metropolitana più vicina è Cadet. Il museo fu fondato nel 1889 dal Grand Orient de France come gabinetto di curiosità presso l'Hotel Cadet. Fu saccheggiato durante l'occupazione tedesca della Francia durante la seconda guerra mondiale, ma riaperto nel 1973 e nel 2000 divenne un museo ufficiale della Francia. Nello stesso anno, molti dei suoi documenti storici furono restituiti da Mosca, dove erano stati trattenuti dal KGB dopo la sconfitta della Germania nella seconda guerra mondiale. Il museo ha riaperto al pubblico l'11 febbraio 2010, dopo ampi lavori di ristrutturazione. Ha il sostegno del Ministero della Cultura, della regione Île-de-France e del Comune di Parigi.
Oggi il museo presenta la storia della Massoneria francese attraverso i suoi simboli, gradi, documenti e oggetti. Contiene circa 10.000 oggetti esposti nello spazio espositivo permanente (800 m²), circa 23.000 volumi nei suoi archivi (400 m²) e altri 400 m² dedicati a mostre temporanee. Tra gli oggetti storicamente importanti della sua collezione ci sono il grembiule massonico di Voltaire (1778), la spada massonica di Lafayette, una prima edizione delle Constitutions of the Free Masons di James Anderson (1723), stampe satiriche di William Hogarth (1697―1764), statuetta in porcellana di Meissen (1740), ...